# Stephen McLaughlin
Stephen Antony McLaughlin (* 14. Juni 1990 in Donegal) ist ein irischer Fußballspieler, der seit 2015 für den englischen Drittligisten Southend United aktiv ist.

## Vereine

### Finn Harps und Derry City
Stephen McLaughlin begann seine Spielerkarriere beim irischen Zweitligisten Finn Harps. 2010 verpflichtete ihn der Erstligist Derry City, für den er in der League of Ireland 2011 3 Treffer in 33 Ligaspielen erzielte. In der anschließenden Saison steigerte er seine Torausbeute auf zehn Ligatreffer. Neben einem fünften Tabellenplatz in der Meisterschaft gewann McLaughlin mit City den Titel im FAI Cup dank eines 3:2-Finalerfolgs über St Patrick’s Athletic.

### Nottingham Forest
Am 3. Januar 2013 gab der englische Zweitligist Nottingham Forest die Verpflichtung von McLaughlin bekannt. Da er zunächst ohne Einsatz für seinen neuen Verein blieb, wechselte er am 2. September 2013 zum englischen Drittligisten Bristol City, für den er bis zum Jahresende fünf Ligaspiele bestritt.
Am 21. April 2014 debütierte McLaughlin für Nottingham Forest bei einem 2:0-Auswärtssieg über Leeds United.
Ende September 2014 verlieh ihn Forest für einen Monat an den Stadtrivalen Notts County.